# Jívová (przystanek kolejowy)
Jívová – przystanek kolejowy i posterunek odstępowy w Jívovej, w kraju ołomunieckim, w Czechach. Znajduje się na wysokości 430 m n.p.m. i leży na linii kolejowej nr 310.